# 多夫比涅
47°8′19″N 36°57′59″E / 47.13861°N 36.96639°E
多夫比內（烏克蘭語：Довбине）是位於烏克蘭東南部的村莊，由扎波羅熱州別爾江斯克區的貝雷斯托韋市鎮負責管轄。該村始建於1806年，面積0.57平方公里，2001年人口37，人口密度每平方公里65人。